# Urna eleitoral

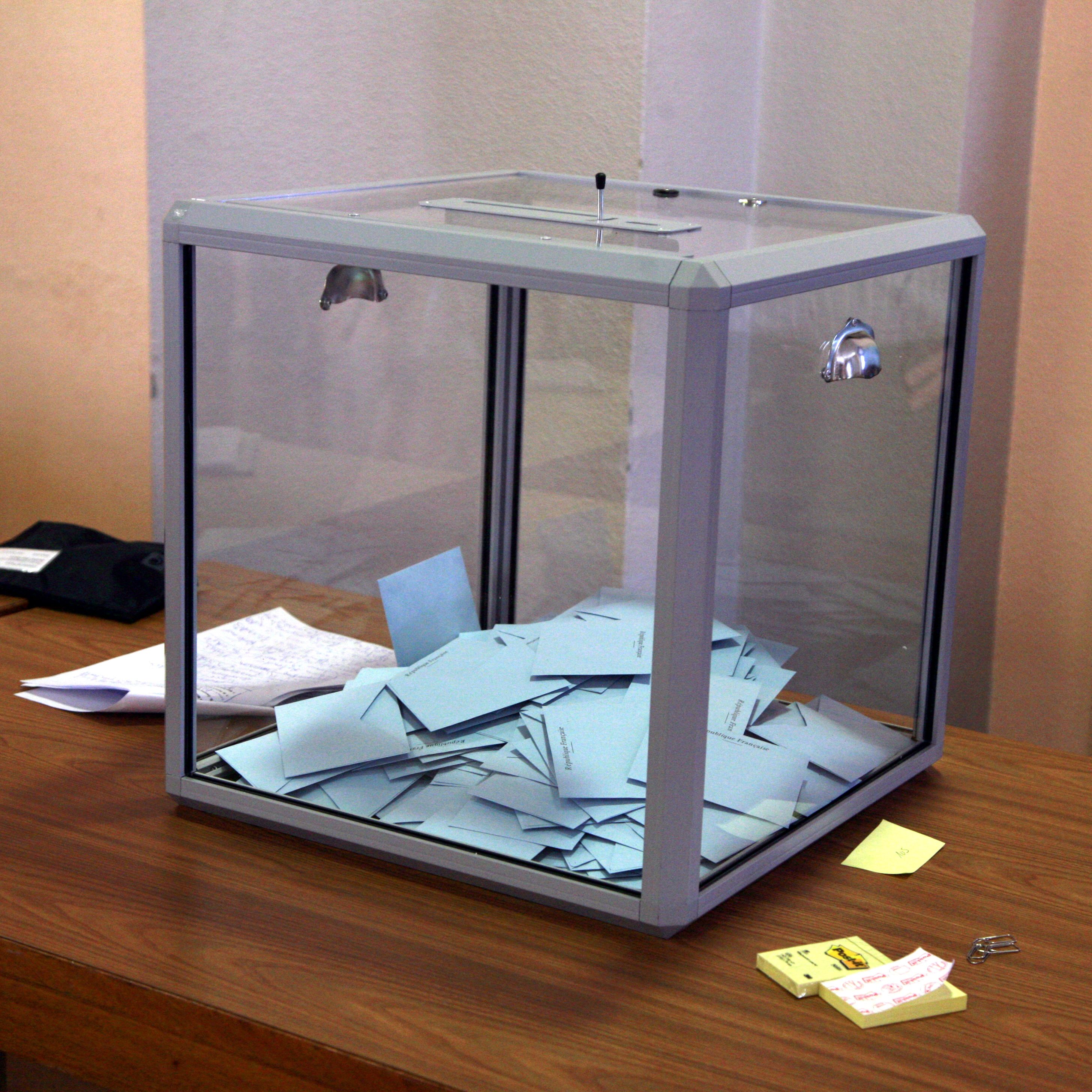
Urna eleitoral transparente, França 2007.

Uma urna eleitoral é um recipiente que é usado para depositar os votos no decorrer das eleições, aí permanecendo até ao seu escrutínio.
O eleitor assinala em sigilo seu voto (com cruz(es), impressão digital ou outro método) na cédula eleitoral, de preferência numa cabina eleitoral (cabina indevassável). Depois a cédula é dobrada e jogada na urna eleitoral, usualmente selada para evitar fraude eleitoral.